# Jonas Pohlmann

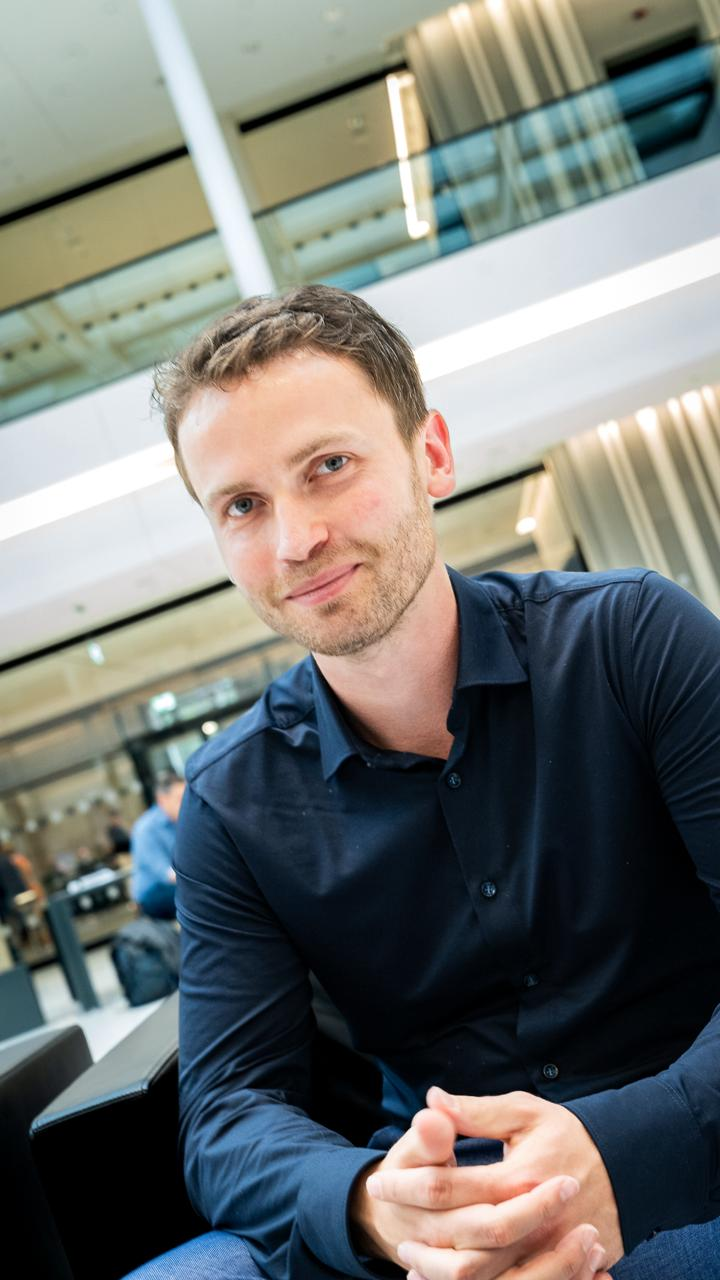
Jonas Pohlmann

Jonas Pohlmann (* 17. Januar 1996 in Georgsmarienhütte) ist ein deutscher Politiker (CDU). Seit 2022 ist er Abgeordneter des Niedersächsischen Landtags für den Wahlkreis Georgsmarienhütte. 

## Leben

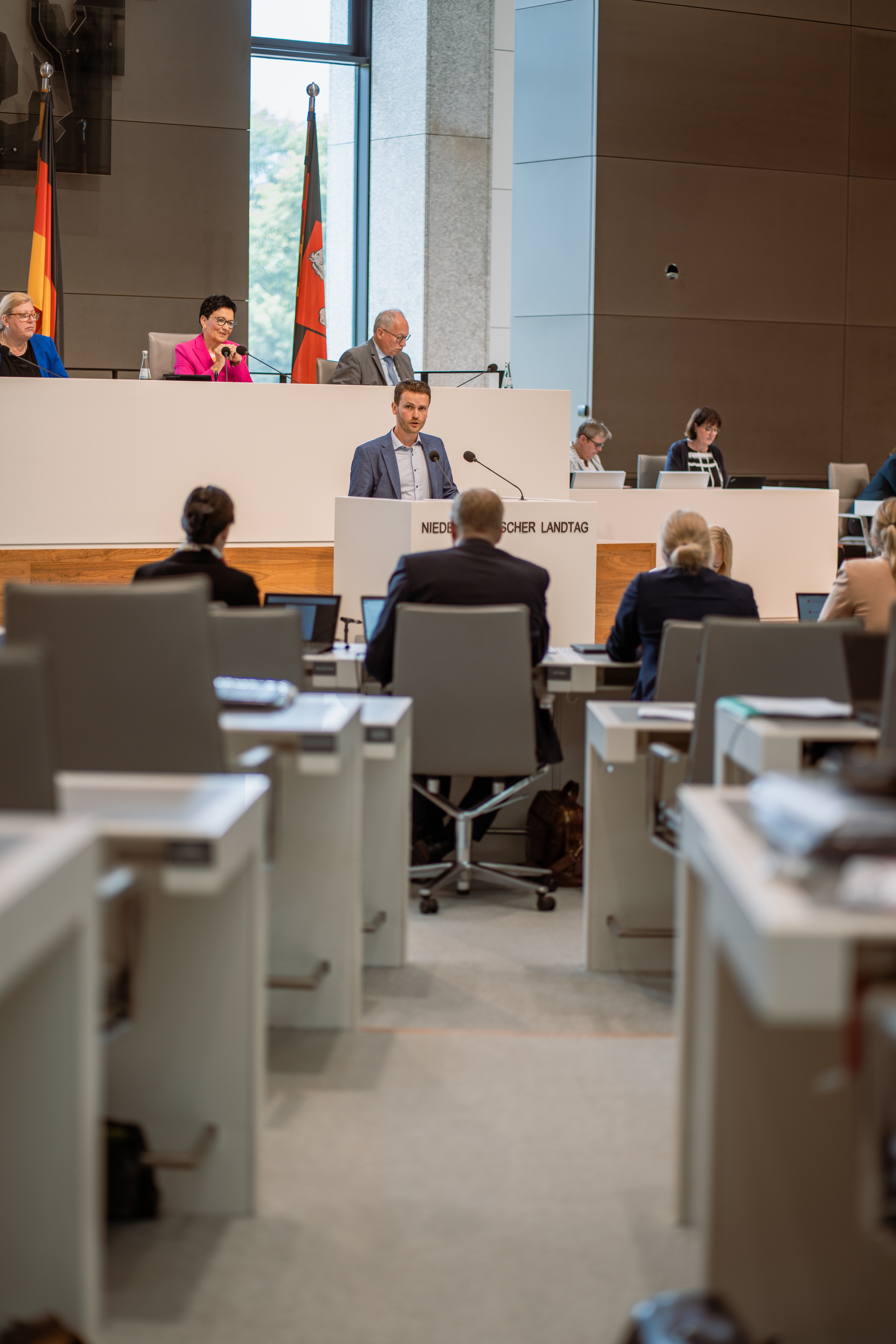
Pohlmann bei einer Rede im Landtag

Pohlmann wuchs in seiner Geburtsstadt Georgsmarienhütte auf. 2014 legte er das Abitur am Gymnasium in Oesede ab. Anschließend absolvierte er von 2014 bis 2017 ein duales Studium der Betriebswirtschaftslehre bei den Stadtwerken Osnabrück und der Hochschule Osnabrück, das er mit dem Bachelor sowie mit dem Abschluss des Industriekaufmanns abschloss. Von 2017 bis 2019 studierte er Public Policy an der Westfälischen Wilhelms-Universität Münster. Er schloss das Studium mit dem Master ab. Von 2020 bis zu seinem Einzug in den Landtag 2022 war er als Referent für Mobilitätsplanung bei der Verkehrsgesellschaft des Landkreises Osnabrück tätig. Seit 2021 ist er externer Doktorand am Institut für Geographie der Universität Osnabrück.
Pohlmann ist römisch-katholisch und lebt in Georgsmarienhütte.

## Politik
Pohlmann ist Mitglied der CDU. Seit den Kommunalwahlen in Niedersachsen 2021 ist er Mitglied des Stadtrats von Georgsmarienhütte. Dort wurde er zum stellvertretenden Fraktionsvorsitzenden der CDU-Fraktion gewählt und gehört dem Verwaltungs- und Betriebsausschuss an.
Bei der Landtagswahl in Niedersachsen 2022 zog Pohlmann mit 44,3 % über das Direktmandat im Wahlkreis Georgsmarienhütte in den Niedersächsischen Landtag ein. Hier gehört er dem Ausschuss für Umwelt, Energie und Klimaschutz sowie dem Unterausschuss Tourismus an. 
2023 wurde Pohlmann als Beisitzer in den Landesvorstand der CDU Niedersachsen gewählt. Er leitet die Mitgliederkommission zum Thema Energie. 

### Themen
Pohlmann setzt sich für den Ausbau erneuerbarer Energien ein, der von einer parallelen Weiterentwicklung der Netze und Speicher begleitet und die Menschen vor Ort beteiligen müsse.
In seiner Wahlkreisarbeit legt Pohlmann einen Schwerpunkt auf die Förderung der Ehrenamtlichen in Vereinen und Verbänden. Um sie unter anderem bei der Gewinnung von Fördermitteln zu unterstützen, beschäftigt Pohlmann einen eigenen Mitarbeiter in seinem Wahlkreisbüro.  